# セリコフ (小型水上機母艦)
セリコフ（USS Shelikof, AVP-52）は、アメリカ海軍のバーネガット級小型水上機母艦。就役期間は1944年から1947年および1952年から1954年である。

## 建造
セリコフは1942年9月20日にワシントン州ホートンのレイク・ワシントン造船所で起工された。1943年1月31日、F・D・ワグナー夫人の後援により進水し、1944年4月17日に就航した。
艤装完了後、1944年5月8日にカリフォルニア州アラメダに向けて出港し、水上機の予備部品を積載した。その後、サンディエゴでシ海上公試を行い、カリフォルニア州サンペドロにて停泊した。

## 第二次世界大戦中の運用

### エニウェトク環礁
1944年6月30日、サンペドロを出港、真珠湾に入港し、1944年7月9日に輸送船団とともにエニウェトク環礁に向かった。7月18日から8月1日までエニウェトクに停泊し、航空機械工場と整備工場を航空機と航空機レーダーの複合整備施設に改修した。

### マリアナ諸島とウルシー環礁
セリコフの次の寄港地は、サイパン島の旧日本軍水上機基地であるタナパグ港であった。船員は連日にわたり上陸を繰り返し、基地を運用可能にするために格納庫とその周辺地域から瓦礫を撤去し水上機母艦が航行する際の混雑を緩和した。
1944年12月3日にセリコフが出航する頃には、サイパンの海軍基地は補給基地および整備施設として使用されていた。セリコフはその後3か月間、グアム、ウルシー環礁およびサイパン間において予備部品や物資の輸送を行った。

### 沖縄戦
セリコフは1945年3月23日、琉球諸島侵攻のため第51任務部隊に合流しサイパンを出港した。アメリカ陸軍は、琉球諸島の幾つもの島々において戦線を維持するため戦闘を続けていたため、水上機部隊は1945年3月28日に慶良間諸島の停泊地に移動した。セリコフは1945年3月28日に8つの水上機係留用の浮標を設置し、そのうちの3つは1945年3月29日に1機目のマーティン製PBM-5水上機が到着した時点から運用が開始された。1945年4月の間、停泊地は頻繁に日本軍の空襲を受けていたが、セリコフの損害は1945年4月28日に同士討ちによる攻撃で船員2名が負傷しただけであった。1945年5月6日、セリコフは接近した日本の航空機を攻撃したが、戦果は得られなかった。
水上機基地は1945年7月15日に沖縄の金武湾へ移され、セリコフは1945年8月15日の終戦まで当地で運用された。

### 受章
セリコフは第二次世界大戦の戦功により3つの従軍星章を受章した。

## 戦後の運用
終戦後、セリコフは沖縄と日本の港を往復し、1945年10月25日に米国へ向けて出港した。途中、ミッドウェー島、真珠湾、サンディエゴ、アカプルコ、メキシコ、ココ・ソロおよびパナマ運河に寄港し、1945年12月4日にバージニア州ノーフォークに入港した。
オーバーホール後、1946年3月12日にノーフォークを出発し、アゾレス諸島へ向かった。1946年3月30日にノーフォークに帰投し、1946年6月11日までの期間にプエルトリコのサンフアンへ4度、トリニダード島へ2度航行した。1946年6月14日にココ・ソロに到着し、1947年3月16日にペンシルバニア州フィラデルフィアへ向かい、退役まで当地で運用された。1947年6月30日に退役、大西洋予備艦隊の予備船として保管された。

## 再就役
セリコフは1952年1月3日にフィラデルフィアで再就役した。その後2年半、ノーフォークを母港としてアメリカ東海岸にて運用された。
1954年7月にセリコフは再度退役し、1954年12月、テキサス州オレンジにて大西洋予備艦隊に予備艦として配備された後、任務を終えた。

## 除籍
セリコフは1960年5月1日、海軍船籍から抹消され、1960年12月20日にギリシャのパナギオティス・コッキノスに売却された。

## ギリシャ商船として運用
セリコフはギリシャの旅客船「Kypros」として改装され、1964年に「Myconos」、1973年に「Artemis」、1974年に「Artemis K」、1979年に「Golden Princess」に改名された。
「Golden Princess」は1981年1月、係留中にギリシャのペラマで嵐に遭い沈没した。